# 临夏蝴蝶楼
临夏蝴蝶楼，位于中国甘肃省临夏市。
临夏蝴蝶楼建于民国时期。2003年公布为第六批甘肃省文物保护单位。2013年3月时，“临夏东公馆与临夏蝴蝶楼”登录为第七批全国重点文物保护单位。